# Cavall losino
El cavall losino, també conegut com a jaca burgalesa o poni losino, és l'única raça de cavall autòctona castellana. Aquesta raça és oriünda de la Vall de Losa, que li dona nom, i es troben exemplars d'aquesta raça a les províncies castellanes de Palència i Burgos, a l'altiplà nord de la península Ibèrica.
El cavall losino també estava estès històricament pel nord-oest del País Basc. Gaubea, Aiara, Karrantza…

## Història
El cavall losino és l'única raça autòctona de Castella i Lleó, rep la seva denominació de l'àrea original de cria, la Vall de Losa, al nord de la província de Burgos. El nombre d'exemplars de raça losina es va mantenir fins a la dècada de 1950 però posteriorment, a causa de la mecanització del camp, la seva població va descendir fins a arribar el 1986 al seu mínim històric. Aquest any, es va iniciar el projecte de recuperació de la raça, i es va crear posteriorment per iniciativa de D. Ricardo de Juana el primer Centre de cria en puresa i selecció del cavall losino a Pancorbo (Burgos).
Els cavalls d'aquesta raça són utilitzats per a l'equitació infantil-juvenil, en enganxalls i per realitzar les rutes eqüestres per zones rurals i de muntanya. El cavall losino és un dels tres tipus equins autòctons de la península Ibèrica, i és el de major puresa de totes les races de cavall de la Península. Va tenir un paper important a l'època de la Reconquesta i posteriorment en la Conquesta d'Amèrica. Avui dia es troba en perill d'extinció, només en queden 300 exemplars purs.

## Característiques

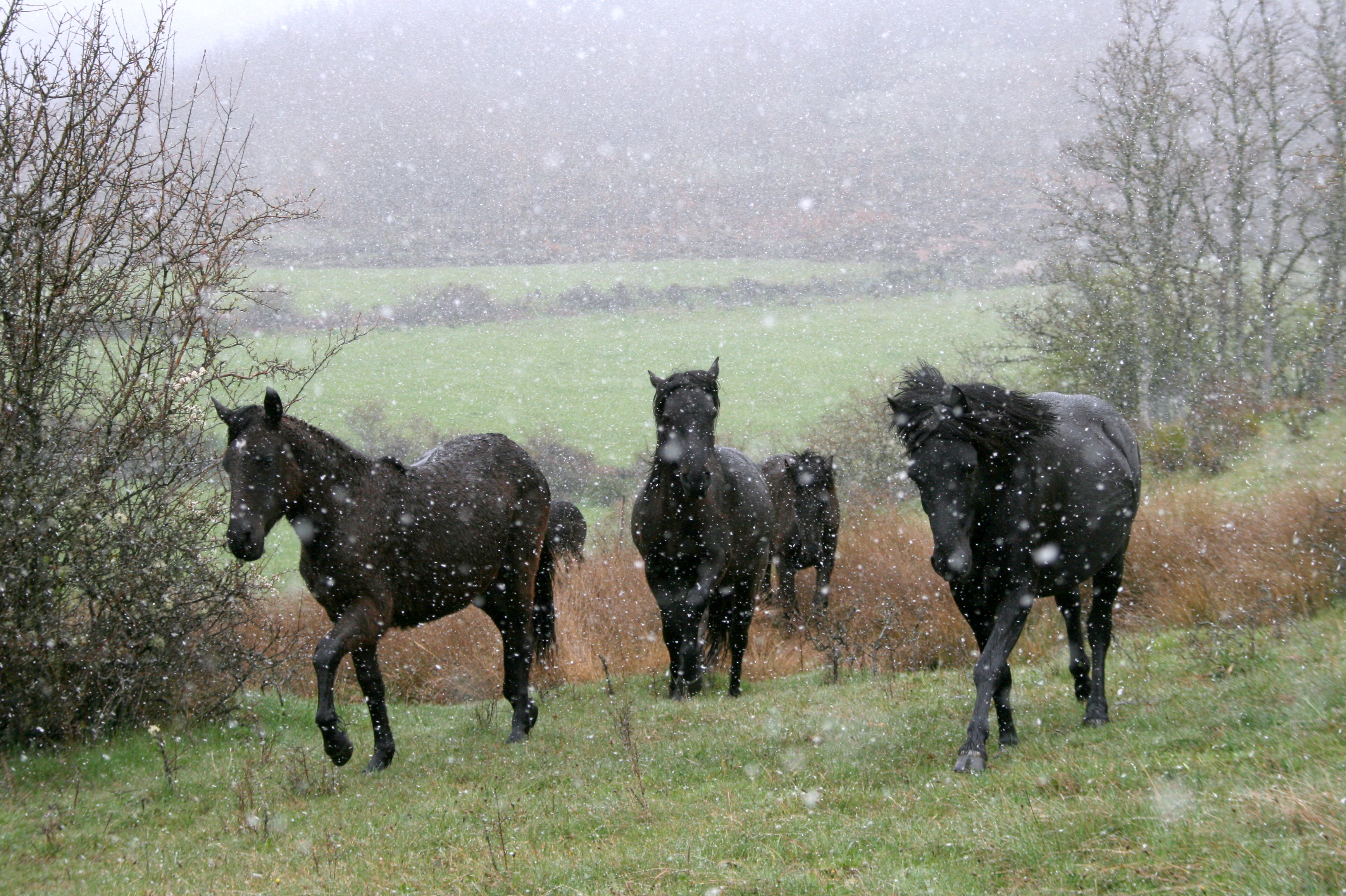
Manada de cavalls losinos.

Segons els estudis realitzats pel doctor Martínez-Saiz en la dècada dels noranta, amb una base de 150 exemplars, es tracta d'un cavall de mida petita, amb dimensions una mica superiors a un poni. La seva alçada a la creu és d'uns 135 cm en les eugues i 140cm en els mascles, encara que el patró que estableix el Llibre genealògic de la raça és de 120cm mínim, 147cm màxim. El seu pes es troba en el rang 330-350 kg.
És un cavall d'orelles petites i corbades (com els autèntics cavalls, no els ponis), front pla i ulls vius ben situats, en canvi els seus pèls poden resultar una mica gruixuts. Igual que altres races ibèriques, el coll és ample en la seva base i la seva cintura, la creu és destacable i les seves formes generals són bastant arrodonides. La cua és d'inserció alta i està coberta d'abundants crinees, igual que el coll.
La raça és de color negre, del to anomenat conill (lleugerament vermellós). Aquest color es fa més evident durant els mesos hivernals en els adults, mentre que en els poltres de fins a dos anys, el seu pelatge és de color vermellós i llarg, cosa que s'assembla a algunes races també autòctones d'ases. Les úniques taques que pot presentar són petits estels al front.
És un cavall d'aspecte una mica rústic, però igualment elegant i refinat. Molt resistent, noble i tranquil un cop que se l'ha entrenat.